# Nella Walker
Nella Walker (* 6. März 1886 in Chicago, Illinois; † 22. März 1971 in Los Angeles, Kalifornien) war eine US-amerikanische Schauspielerin.

## Leben
Nella Walker startete ihre Schauspielkarriere bereits in ihrer Jugend. So tourte sie mit ihrem späteren Ehemann Wilbur Mack als Mack & Walker mit einer Vaudeville-Show durchs Land. Sie unterschrieb einen Vertrag bei RKO Pictures und debütierte 1929 mit Seven Keys to Baldpate, Tanned Legs und The Vagabond Lover in drei Filmen als Vertragsschauspielerin. Besonders häufig wurde die silberhaarige, aristokratisch wirkende Schauspielerin mit dem Typus der kultivierten, oftmals arroganten Upper-Class-Dame belegt. Sie spielte derart angelegte Figuren als Nebendarstellerin in Filmen wie Nur dem Namen nach (1939), Fräulein Kitty (1940) und Sabrina (1954). Nach ihrer Darstellung der Maude Larrabee in Billy Wilders Komödie Sabrina beendete sie ihre Schauspielkarriere. Insgesamt umfasst ihr filmisches Schaffen zwischen 1929 und 1954 rund 120 Kinofilme.

## Filmografie (Auswahl)
- 1929: Seven Keys to Baldpate
- 1929: Tanned Legs
- 1929: The Vagabond Lover
- 1931: Die Tochter des Drachen (Daughter of the Dragon)
- 1931: Indiscreet
- 1931: Eine amerikanische Tragödie (An American Tragedy)
- 1931: The Common Law
- 1932: 20.000 Jahre in Sing Sing (20,000 Years in Sing Sing)
- 1932: Ärger im Paradies (Trouble in Paradise)
- 1932: Wie Du mich wünschst (As You Desire Me)
- 1933: The House on 56th Street
- 1933: Frisco Jenny
- 1933: Rendez-vous in Wien (Reunion in Vienna)
- 1933: Revolution der Jugend (This Day and Age)
- 1934: Hier ist mein Herz! (Behold My Wife)
- 1934: Liebe ohne Zwirn und Faden (Fashions of 1934)
- 1934: Madame Dubarry (Madame Du Barry)
- 1935: Das Schiff des Satans (Dante’s Inferno)
- 1935: Mädchen von heute (Red Salute)
- 1935: Giganten der Unterwelt (Under Pressure)
- 1936: Shirley Ahoi! (Captain January)
- 1936: Drei süße Mädels (Three Smart Girls)
- 1936: Kleinstadtmädel (Small Town Girl)
- 1937: Stella Dallas
- 1938: Wirbelwind aus Paris (The Rage of Paris)
- 1938: Dr. Kildare: Sein erster Fall (Young Dr. Kildare)
- 1939: Ein ideales Paar (Made for Each Other)
- 1939: When Tomorrow Comes
- 1939: Geheimagenten (Espionage Agent)
- 1939: Three Smart Girls Grow Up
- 1939: Nur dem Namen nach (In Name Only)
- 1940: Liebling, du hast dich verändert (I Love You Again)
- 1940: Irene
- 1940: Fräulein Kitty (Kitty Foyle)
- 1941: Buck Privates
- 1941: Auf Fischfang in der Großstadt (Reaching for the Sun)
- 1941: Seitenstraße (Back Street)
- 1941: Papa braucht eine Frau (Kathleen)
- 1941: In der Hölle ist der Teufel los! (Hellzapoppin')
- 1942: Der Gentleman-Killer (Kid Glove Killer)
- 1942: We Were Dancing
- 1943: Laurel und Hardy – Schrecken aller Spione (Air Raid Wardens)
- 1943: Hers to Hold
- 1943: Eine Frau hat Erfolg (What a Woman!)
- 1945: Urlaub für die Liebe (The Clock)
- 1946: Erfüllte Träume (Two Sisters from Boston)
- 1946: The Locket
- 1947: Mädchen für Hollywood (Variety Girl)
- 1947: Tanz ohne Ende (The Unfinished Dance)
- 1947: Bezaubernde Lippen (This Time for Keeps)
- 1950: Nancy geht nach Rio (Nancy Goes to Rio)
- 1952: Sein großer Kampf (Flesh and Fury)
- 1954: Sabrina